# Ronald Zoodsma
Ronald Zoodsma (Sneek, 5 de setembro de 1966) é um ex-jogador de voleibol dos Países Baixos que competiu nos Jogos Olímpicos de 1988 e 1992.
Em 1988, ele participou de sete jogos e o time neerlandês finalizou na quinta colocação na competição olímpica. Quatro anos depois, ele fez parte da equipe neerlandesa que conquistou a medalha de prata no torneio olímpico de 1992, no qual atuou em sete partidas.